# Patria Boba
La Primera República de la Nueva Granada, conocida coloquialmente como la Patria Boba, fue el periodo en el cual coexistieron hostilmente las Provincias Unidas de la Nueva Granada y el Estado Libre de Cundinamarca; el calificativo fue citado la primera vez por Antonio Nariño en uno de sus artículos publicados en "Los toros de Fucha" de manera sarcástica refiriendo la forma como sus detractores que percibían su gobierno; el término se popularizó posteriormente como una forma de condena contra la guerra fundacional que hubo entre centralistas y federalistas, la cual se percibe como el principio de la fragmentación social y política en la naciente república.
Este periodo está comprendido entre la promulgación del Manifiesto del 20 de julio de 1810 y el inicio del Régimen del Terror en 1816. Dicho período estuvo marcado por la división, los conflictos entre provincias, las guerras internas y el desorden institucional. Para controlar la administración de la república naciente, se recurrió a las Juntas de Gobierno Provinciales, las cuales debían nombrar representantes para conformar la Suprema Junta, bajo cuya responsabilidad se organizaría el Congreso encargado de la organización definitiva del Estado. De estas Juntas nacieron las Provincias Unidas de la Nueva Granada y el Estado Libre de Cundinamarca. 
Este proceso tuvo paralelismos con el que tuvo lugar al mismo tiempo en las Provincias Unidas del Río de la Plata, donde cada provincia estableció su autonomía. Es también análogo, en menor medida, a la conformación de los Estados Unidos de América, la cual no se saldó hasta la guerra de secesión.
Es uno de los momentos con mayor controversia en la historia del país, ya que varios puntos de vista sugieren que hubo incapacidad de liderazgo o falta de capital humano, lo cual es ciertamente verídico y se ha usado de manera polémica en la disputa política, enmarcado en una caricatura del pasado que refleja lo acontecido, cabe mencionar, que existe tal controversia ya que este episodio fundacional de la República de Colombia ocurría en medio de una disputa entre varios bandos con disparidad de objetivos políticos y diferentes métodos para llevarlos a cabo (Como los contraindependentistas con apoyo del Virreinato de Nueva Granada y los independentistas sublevados con apoyo del Imperio Británico).

## Las dos naciones
Durante esta era independentista se produjo un conflicto de los criollos divididos en dos grupos: los Federalistas defensores de las Provincias Unidas de la Nueva Granada y los Centralistas del Autoproclamado Estado Libre de Cundinamarca. Esto empezaría una guerra civil efímera (diciembre de 1812 a enero de 1813) cuyas principales acciones bélicas se escenificaron en Ventaquemada, de camino a Tunja, y San Victorino, en la propia ciudad de Bogotá. Estos enfrentamientos no pueden compararse ni en magnitud ni en intensidad con la verdadera guerra que se estaba librando durante ese mismo período entre patriotas y españoles, con batallas tan sangrientas como las de Alto Palacé, Tacines, Río Palo, Calibío, Ejidos de Pasto y Juanambú, tampoco puede compararse con las fatales guerras que se libraron en condiciones similares del lado venezolano en su Primera República, las cuales en magnitud fueron muchísimo más violentas y encarnizadas. 
Los españoles continuaron en el territorio de la Nueva Granada después de la declaración de independencia de 1810 y fueron enfrentados por los patriotas durante este período, incluso se recientemente se concluye que este periodo debería dejar de ser estigmatizado pues fue cualquier cosa menos insulso y el desgaste hacia los españoles se dejó sentir más tarde en la alianza definitiva de las provincias unidas con el ejército independentista de Simón Bolívar. Sin las batallas que se dieron durante este periodo por parte de las dos naciones contra los realistas, y que en verdad alcanzaron a debilitar a los ejércitos realistas, se puede pensar que es muy probable que la campaña libertadora de 1819 habría sido muchísimo más difícil. Este periodo fue muy importante para la fundación de Colombia y fue también la base y sustrato social de un importante fragmento del ejército libertador. Técnicamente no había dos naciones, se trataba de una unión de provincias que proclamaron por sí mismas independencia o autonomía y había una propuesta de integración incipiente que no pudo llegar a un consenso por la inestabilidad que creaba el constante estado de la guerra contra los territorios realistas.

## Antecedentes

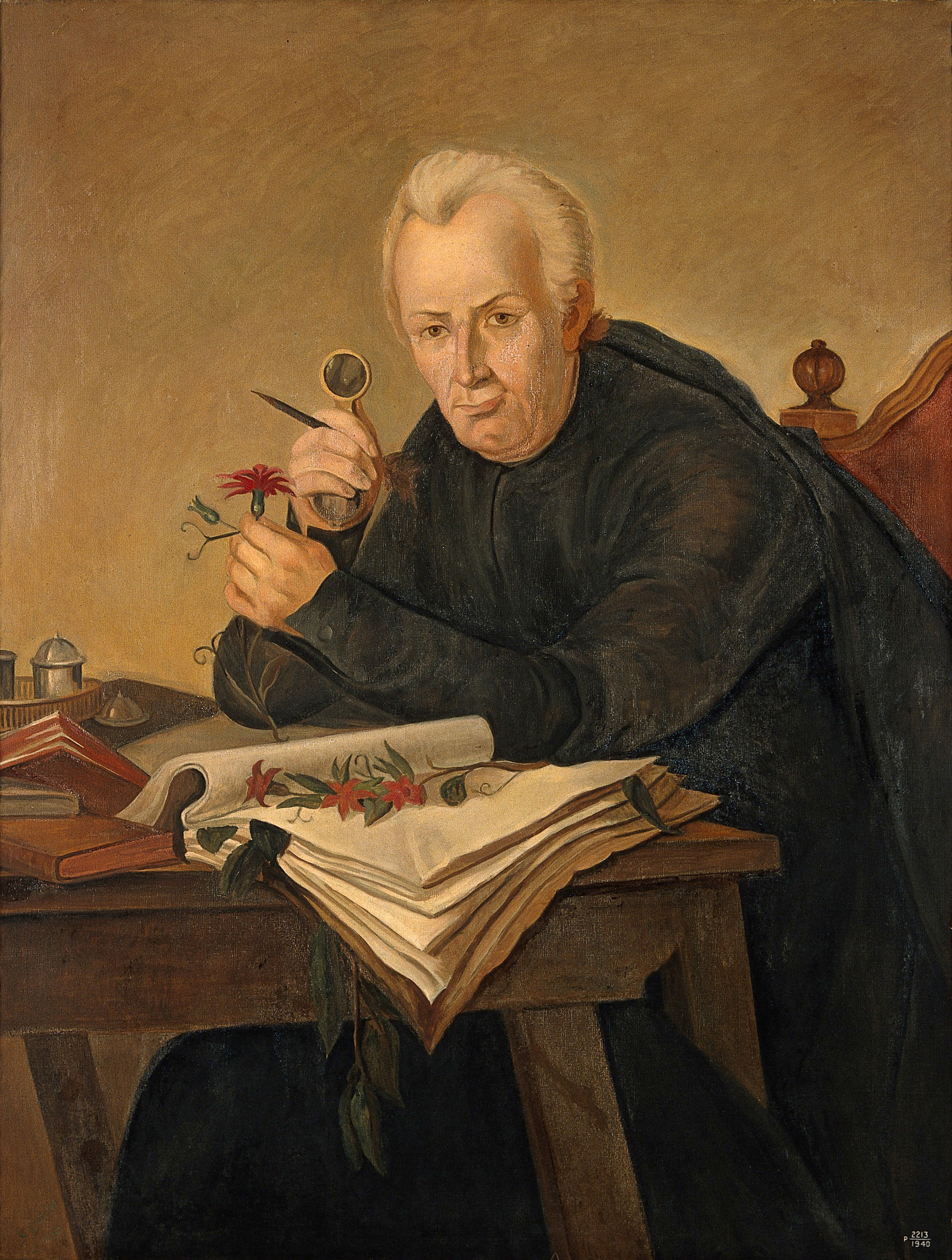
José Celestino Mutis (1732-1808)

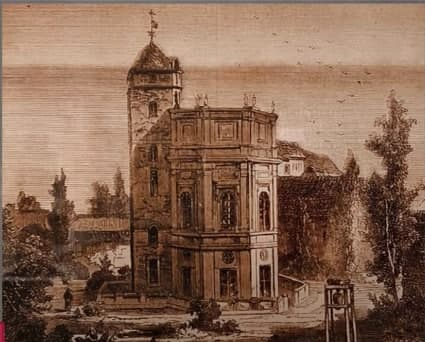
Observatorio Astronómico Nacional de Colombia

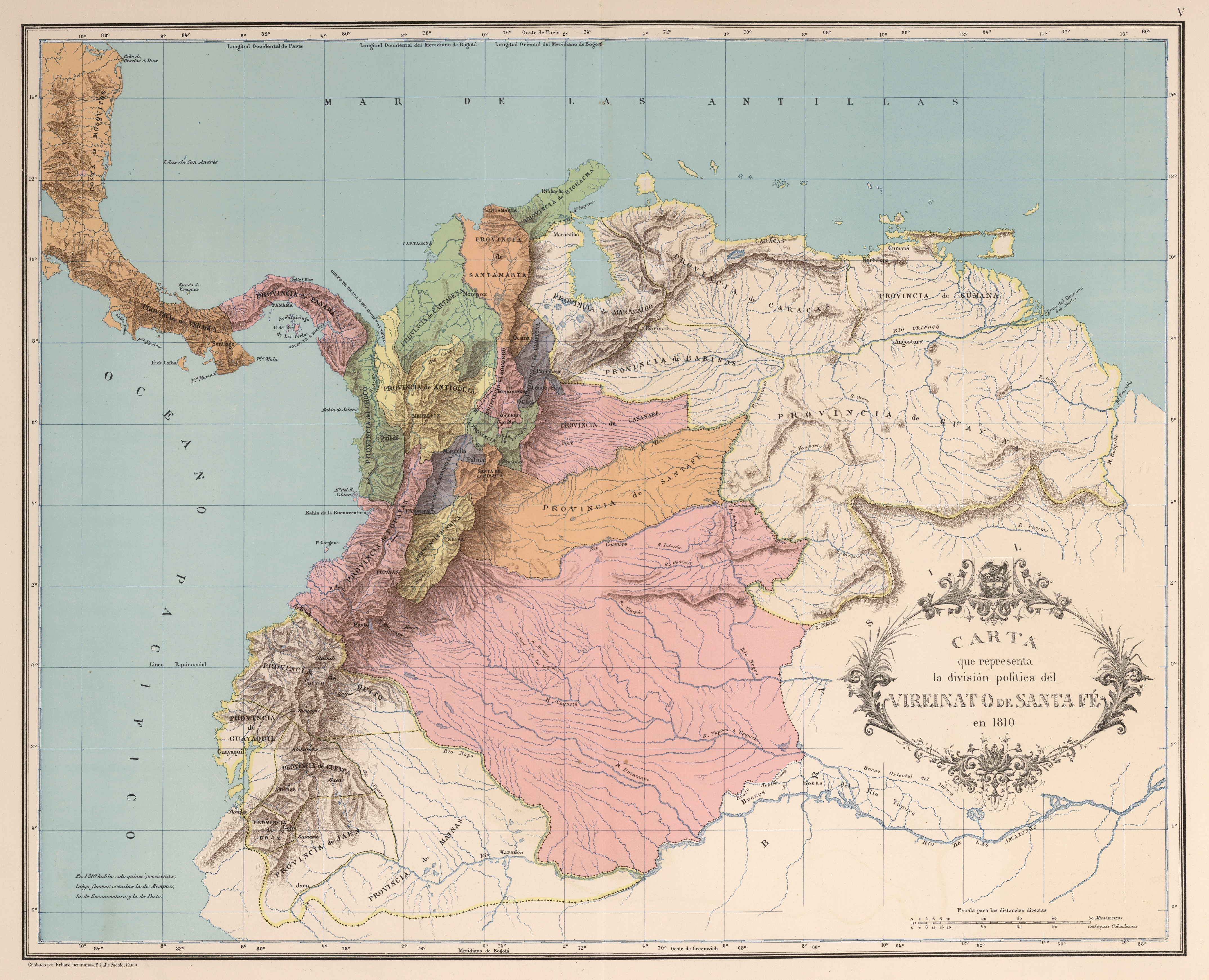
Provincias del Virreinato de Nueva Granada en 1810.

#### Científicos en la Nueva Granada
La expedición de Alexander von Humboldt pasó por el Virreinato de la Nueva Granada, y de su encuentro con el científico botánico y médico José Celestino Mutis deja documentación que desde su perspectiva encontró con sorpresa en el Nuevo Mundo que ya había gran curiosidad científica entre los jóvenes: 

"En todas partes oigo hablar de la nueva filosofía. Como se llama aquí a la enseñanza de la moderna física, mecánica y astronomía. La juventud americana se halla impulsada por un movimiento intelectual profundo que ni siquiera se conoce en España. (...) En vano se prohibió a los profesores de las escuelas superiores la enseñanza de esta nueva filosofía puesto que la juventud la estudia por su cuenta". Humboldt, citado por Moíses Wasserman (2018)

Esta es la antesala intelectual de los científicos e intelectuales implicados en el grito de independencia, sus dos principales influencias directas, Humboldt y Celestino Mutis son respectivamente el primero inspiración y el segundo el maestro e impulsor directo de intelectuales como Francisco José de Caldas (Astrónomo), José María Cabonell (Botánico), Jorge Tadeo Lozano (Zoólogo), José Joaquín Camacho (Botánico), Miguel de Pombo (Botánico) Francisco Antonio Zea (Agregado Científico) entre otros, ellos también tuvieron en común la Real Expedición Botánica del Nuevo Reino de Granada importantes influyentes de toda esta situación.
La creación del Observatorio Astronómico Nacional fue iniciativa del naturalista José Celestino Mutis, constituyendo el primer observatorio astronómico que se construyó en el continente americano. La edificación (situada en la carrera octava con calle octava de Bogotá) comenzó a construirse en el jardín de la Expedición Botánica el 24 de mayo de 1802 bajo la dirección del arquitecto capuchino Domingo de Petrés. La obra se concluyó el 20 de agosto de 1803. Mutis nombró como responsable al abogado comerciante en telas y científico autodidacta Francisco José de Caldas, quien comenzó a realizar observaciones astronómicas y meteorológicas a partir de diciembre de 1805.
Caldas permitió que los jóvenes criollos Antonio Nariño, Camilo Torres, José Acevedo y Gómez o Antonio Baraya se reunieran en los salones del Observatorio para conspirar contra el régimen colonial. Los trastornos políticos acaecidos poco después del 20 de julio de 1810, obligaron a Caldas a descuidar sus trabajos científicos. Nombrado ingeniero militar con el grado de capitán se dedicó a elaborar mapas y posteriormente a la fabricación de armas para el ejército. En diciembre de 1814, el general Simón Bolívar tomó por asalto a Santafé de Bogotá llegando sus tropas a saquear el Observatorio e incluso a tomar como rehén a Benedicto Domínguez, encargado entonces por Caldas de su cuidado.

#### Contexto previo al grito de independencia
En 1808, España fue sojuzgada por el emperador Napoleón Bonaparte quien obtuvo la abdicación en Bayona del rey Fernando VII  el 2 de mayo de 1808. La mayor parte del pueblo español rechazó la usurpación del trono por José Bonaparte y la Regencia y los notables del reino se dieron a la tarea de crear las Juntas provinciales de gobierno, como estrategia para reorganizar el Estado, las finanzas y prevenir el desorden y la destrucción del reino, con la esperanza de restaurar pronto a su soberano y liberarse del yugo extranjero. Este ejemplo de lucha fue seguido por las colonias americanas, las cuales ante la crisis de la monarquía española adoptaron la estrategia del juntismo español, para afrontar en sus territorios la inestabilidad gubernamental y encauzar la esperanza independentista de algunos de los criollos que veían la ocasión propicia para su liberación.
El 10 de agosto de 1809 un grupo de criollos, liderados por Juan Pío Montúfar, II Marqués de Selva Alegre, instauraron la Primera Junta de Gobierno Autónoma en la ciudad de Quito, formando su propio gobierno, el cual juró lealtad a Fernando VII, al tiempo que desconocían  a las autoridades nombradas desde España. Este fue uno de los primeros, junto con la Junta Tuitiva de La Paz, gritos de independencia si bien efímero, de las colonias españolas en América, .
El siguiente episodio ocurrió en Caracas, el 19 de abril de 1810. La primera insurrección ocurrida en el actual territorio de Colombia fue la independencia de Valledupar en mayo de 1810.
El 22 de mayo en Cartagena de Indias, un movimiento revolucionario crea una Junta de Gobierno. Los sucesos continuaron en julio de 1810. El 3 de julio Santiago de Cali formó sus juntas, luego vendrían Socorro y Pamplona. Finalmente, el 20 los sucesos ocurrirían en la misma sede del virreinato: Santafé se subleva.

## Desarrollo

### Inicios

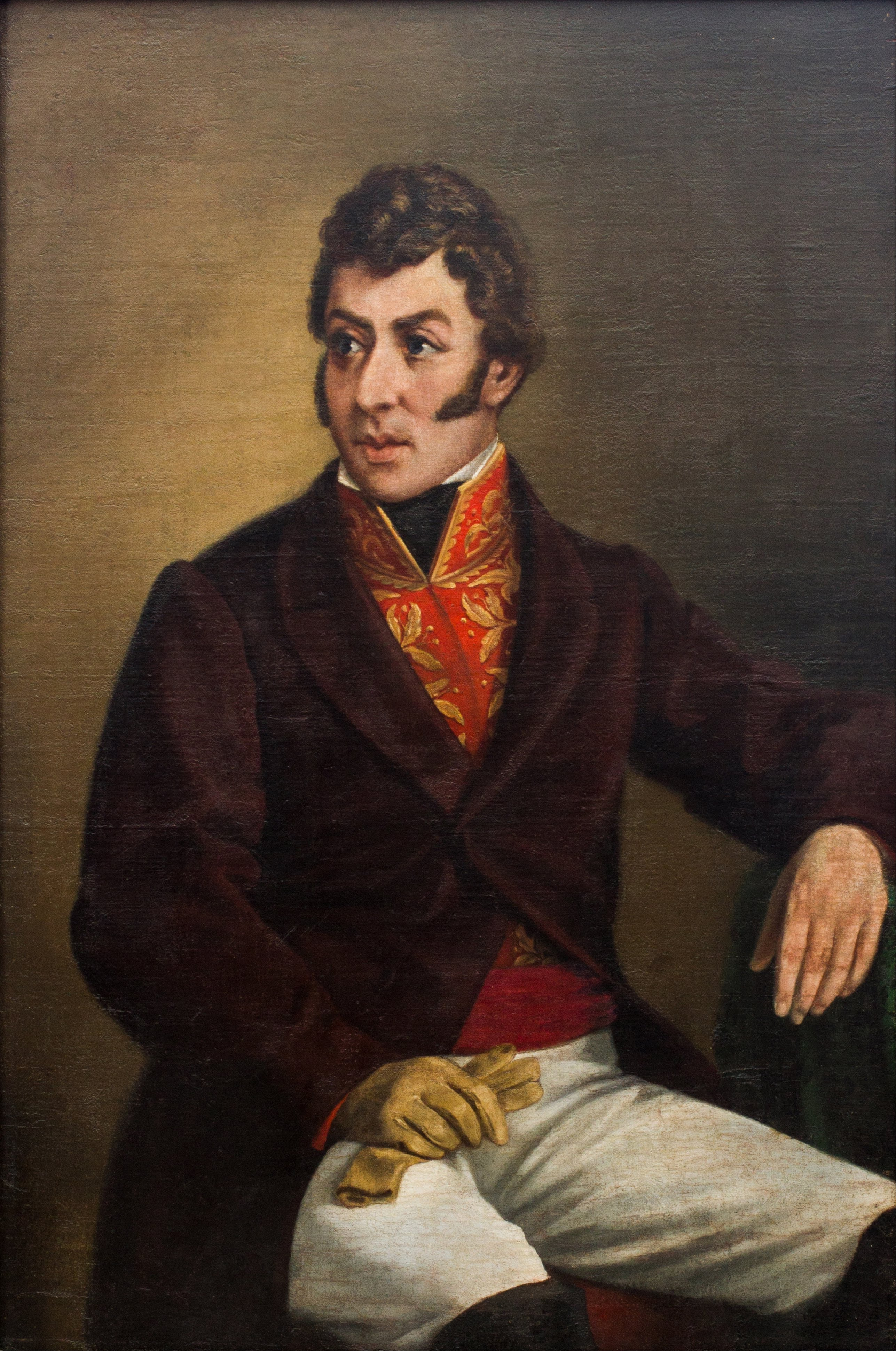
Antonio Nariño, tercer presidente de la República (1811-1813) y presidente de Cundinamarca (1813-1815).

#### Establecimiento de juntas, 1810
Con la llegada de noticias en mayo de 1810 de que el sur de España había sido conquistado por las fuerzas de Napoleón, que la Junta Central Suprema española se había disuelto y que se habían establecido juntas en Venezuela, las ciudades de Nueva Granada (Colombia) comenzaron a hacer lo mismo y establecieron las suyas. Antonio Villavicencio había sido enviado por las Cortes españolas como comisario del Consejo de Regencia de España e Indias, una especie de embajador de la Regencia en las provincias. Villavicencio llegó a Cartagena de Indias el 8 de mayo de 1810, encontrando la ciudad en un caos político. Villavicencio aprovechó su nombramiento como comisario para convocar a un cabildo abierto, lo que estimuló la creación de muchas juntas provinciales como la que se había establecido en Cádiz.

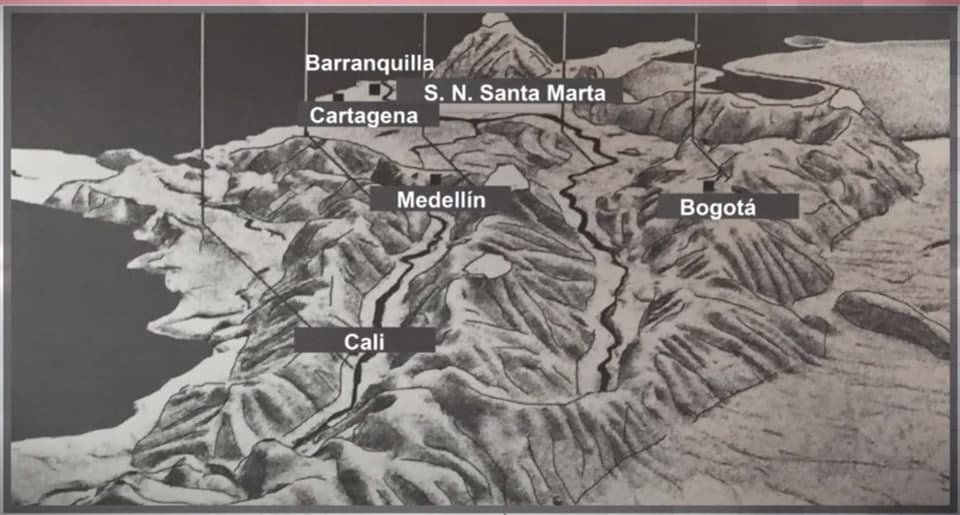
Colombia durante la Primera República, mapa de relieve.

El 22 de mayo de 1810, con el apoyo de Villavicencio, el consejo abierto obligó al gobernador de Cartagena a aceptar una gobernación con dos personas elegidas por el consejo, y luego derrocó al gobernador el 14 de junio, estableciendo en su lugar una junta de gobierno. Esto provocó la creación de juntas similares en todo el virreinato: Cali el 3 de julio, Pamplona al día siguiente y Socorro el 10 de julio. El 20 de julio, la capital virreinal, Santa Fe de Bogotá, estableció su propia junta con lo que sugería ser un modelo federal de gobierno para la parte de la nueva granada que declaraba su independencia, pero que de facto era en realidad un modelo centralista con limitadas libertades regionales (la independencia de Colombia). El virrey Antonio José Amar y Borbón inicialmente presidió la junta en Bogotá, pero debido a la presión popular, fue depuesto cinco días después.
Tras la creación de la Junta Suprema de Gobierno de Santa Fe, se establecieron otras juntas en Honda en julio, Antioquia, Popayán, Neiva, Quibdó y Nóvita en agosto y septiembre, y luego Tunja en octubre. Para entonces, provincias y ciudades más pequeñas comenzaron a reclamar una mayor autonomía dentro de las provincias, como se puede ver en la decisión del consejo de Mompós de desautorizar la autoridad de la junta de Cartagena y declarar la independencia el 6 de agosto, o las de las recientemente establecidas "Ciudades Amigas del Valle del Cauca", entre 1811 y 1812. Estas juntas defendieron su legalidad y legitimidad dentro de la monarquía, y declararon lealtad a Fernando VII, a la Iglesia católica y a mantener lazos con España.

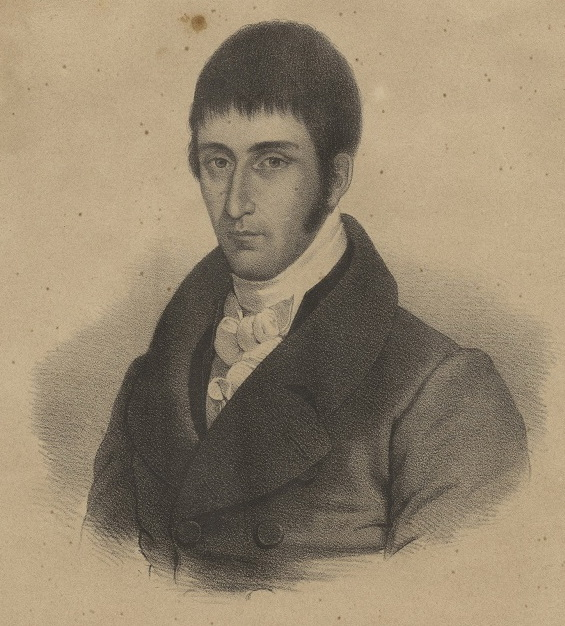
El Sabio Caldas.

Aunque la junta de Bogotá se autodenominó la "Junta Suprema del Nuevo Reino de Granada", la división de la autoridad política continuó cuando incluso las ciudades secundarias establecieron juntas que afirmaron ser independientes de sus capitales de provincia, lo que resultó en conflictos militares.Hubo dos intentos infructuosos de establecer un congreso de provincias en los meses siguientes.
Los sucesos de Santafé del 20 de julio de 1810 tienen la importancia de haber ocurrido en el centro del poder colonial del Virreinato de la Nueva Granada. Con la deposición y el arresto del Virrey, el Virreinato dejaba de existir de facto. El plan era aprovechar la llegada del Comisionado Regio Antonio Villavicencio a Santafé, para hacer relucir las diferencias entre los chapetones y los criollos y formar una reyerta en medio del día de mercado. En medio de la reyerta se hace nueva Junta de Gobierno que nombró a José Miguel Pey de Andrade como jefe de la Junta, lo cual lo convierte en el primer jefe de Estado. Las milicias en Santafé estaban comandadas por Antonio Baraya.
Constituidas las Juntas Provinciales, estas debían establecer la Junta Suprema, lo que en efecto se hizo, la cual convocó el primer Congreso Constituyente con participación de delegados de las diferentes regiones para formalizar la autonomía con respecto a España. El 22 de diciembre de 1810, se reunió el Congreso que le daría la constitución a la República soberana, con representaciones de Mariquita, Neiva, Nóvita, Pamplona, El Socorro y Santafé. El congreso fue instalado en la capital sin la participación de las otras provincias, que se disputaban entre sí, o propugnaban por instaurar una federación o por continuar dependiendo de España. Para entonces, y en forma paralela a los esfuerzos del Estado Libre de Cundinamarca, surgieron otras constituciones en distintos centros urbanos como Cartagena, Tunja, Antioquia, Mariquita y Neiva. Algunas de estas, Cartagena, Tunja, Antioquia, Casanare, Pamplona y Popayán, enviaron representantes al Congreso de las Provincias Unidas que se reunieron inicialmente en Santafé y luego mantuvieron su centro en Tunja y Villa de Leyva.
En marzo de 1811 se conformó lo que podría llamarse la primera Asamblea Nacional Constituyente y Congreso a la vez en Santafé, bajo el nombre "Colegio Electoral Constituyente del Estado de Cundinamarca" que pese a las discordias entre centralistas y federalistas, promulgó el 4 de abril de 1811 la primera constitución que podría tener alcance nacional: la Constitución de Cundinamarca. Esta asamblea-congreso nombra al segundo jefe de Estado, Jorge Tadeo Lozano por un período de tres años; sin embargo, por presiones y desacuerdos, la asamblea-congreso lo hace dimitir el 19 de septiembre de 1811 y nombra a cambio a Antonio Nariño.

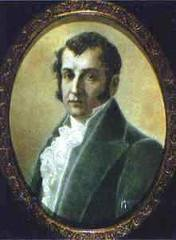
Jorge Tadeo Lozano.

El segundo domingo de octubre de 1811 realizaron las primeras elecciones en la Provincia de Tunja. Había electores representantes por cada 2000 habitantes; y en caso, que el municipio no tuviese esta cantidad de población, de todas maneras elegía uno. Podían votar todas las personas mayores de 15 años que tuviesen un oficio modesto y tener 20 años o más. 
En este panorama, el 15 de diciembre de 1812, entre Vicente Tejera y Simón Bolívar se compuso un manuscrito conocido como el Manifiesto de Cartagena, en el cual hizo un análisis político y militar de las causas que provocaron la caída de la Primera República de Venezuela y exhortaba a la Nueva Granada a no cometer los mismos errores que Venezuela para no correr la misma suerte. También en este manifiesto proponía fórmulas que ayudaran a remediar las divisiones y a promover la unión de las distintas guerrillas de América para lograr el objetivo común, la Independencia.

#### Primeros estados independientes y civiles
Así como los ayuntamientos fueron fundamentales para lograr un traspaso pacífico del poder, especialmente en las grandes ciudades, pronto se convirtieron en fuente de luchas y desintegración territorial tras el derrocamiento de las autoridades realistas. En la Nueva Granada, las élites en las principales ciudades estaban divididas en cuanto al apoyo al gobierno en España, con las juntas apoyando la soberanía y otras ciudades apoyando en cambio a Fernando VII ya las autoridades realistas comandadas por el Consejo de Regencia de España.

Bandera de Cartagena y Barranquilla, basada en la bandera del Estado de Cartagena después de 1811 y usado provisionalmente por las Provincias Unidas desde 1813 hasta 1814.

Bandera de las Provincias Unidas de la Nueva Granada (1814-1816).

Las facciones realistas comandadas por oficiales españoles lograron tomar el poder en las ciudades de Santa Marta, Panamá (para entonces, todavía parte del virreinato de Nueva Granada), Popayán y Pasto, y pronto entablaron un conflicto contra las regiones con gobiernos autónomos. Si bien las regiones realistas eran militarmente débiles y a menudo fueron derrotadas por las juntas, consiguieron convertirse en una fuente de desestabilización que mantuvo viva la idea de la reconciliación con España y agotó los recursos y la energía de los gobiernos patrióticos. Algunas de estas ciudades realistas se volvieron fundamentales posteriormente en la campaña militar por la reconquista de Nueva Granada.
Por tanto, tal división impidió la creación de un estado unificado en la Nueva Granada.
Sumado a esto, las juntas provinciales también estaban divididas sobre la cuestión del tipo de gobierno que debería tener el nuevo estado lo cual es un dilema no menor.
Los desacuerdos sobre si debería haber un solo estado en lugar del antiguo Nuevo Reino de Granada o si las provincias deberían convertirse en estados autónomos e independientes se convirtieron en un tema de acalorado debate. La Junta Suprema de Santafé (en la actual Bogotá) asumió que heredaría la autoridad del antiguo régimen, ya que era la provincia más próspera y poblada del virreinato y, de hecho, era la sede del virreinato español. Cuando la junta de Cartagena convocó a una Conferencia General separada en Medellín, donde cada provincia estaría representada en proporción a su población, la Junta Suprema de Santafé decidió contrarrestar invitando a cada provincia a enviar un delegado para formar un gobierno interino mientras se convocó a un congreso general para establecer una Asamblea Constitucional para toda la Nueva Granada.
El congreso fue irregular desde el inicio ya que estaba formado por delegados de apenas un puñado de provincias (Santafé, Socorro, Neiva, Pamplona, Nóvita y Mariquita), y estaba profundamente dividido sobre si las ciudades de Mompós (parte de la provincia de Cartagena) y Sogamoso, que habían enviado delegados, debían considerarse provincias. En el congreso, celebrado entre el 22 de diciembre de 1810 y el 2 de febrero de 1811, Antonio Nariño se convirtió en el líder de un impulso para establecer el Congreso en Santafé, propuesta que fue rechazada por el resto de las provincias, que vieron en esto un impulso para el aplazamiento a Santafé. El Congreso finalmente se disolvió en medio de desacuerdos cuando los miembros dejaron de asistir a las sesiones.

Actual bandera del departamento de Cundinamarca, basada en la que fue usada por el Estado de Cundinamarca en 1813-1814.

Mientras tanto, bajo la dirección de Jorge Tadeo Lozano, la provincia de Santafé se transformó en un estado llamado Estado Libre e Independiente de Cundinamarca. En marzo de 1811 convocó un "Colegio Electoral Constituyente del Estado de Cundinamarca", que promulgó una constitución para el estado al mes siguiente.
La constitución siguió el modelo de la Constitución de los Estados Unidos y estableció a Cundinamarca como una monarquía constitucional bajo (ausente) Fernando VII (solo declararía la plena independencia de España en agosto de 1813).
El estado de Cundinamarca también intentó imponer su modelo político a través de una estrategia que consistía en anexar regiones y pueblos vecinos, al tiempo que intentaba crear alianzas con Venezuela para equilibrar el poder de las grandes provincias, como Cartagena y Popayán. Durante este período,
Antonio Nariño se convirtió en un ferviente crítico de las ideas federalistas y el impulsor clave de la idea de un gobierno republicano fuerte centrado en Santafé. Nariño creó un periódico, La Bagatela, el 14 de julio de 1811, que se convirtió en el principal medio de expresión de sus puntos de vista contra la adopción del federalismo por la Nueva Granada.
Antonio Nariño asumió la presidencia de Cundinamarca en septiembre de 1811, avalando una república centralizada. Tras un fallido golpe de Estado realista, Cartagena se convirtió en la primera provincia de Nueva Granada en declarar formalmente su independencia de España el 11 de noviembre de 1811 (el día también es hoy fiesta nacional en Colombia).

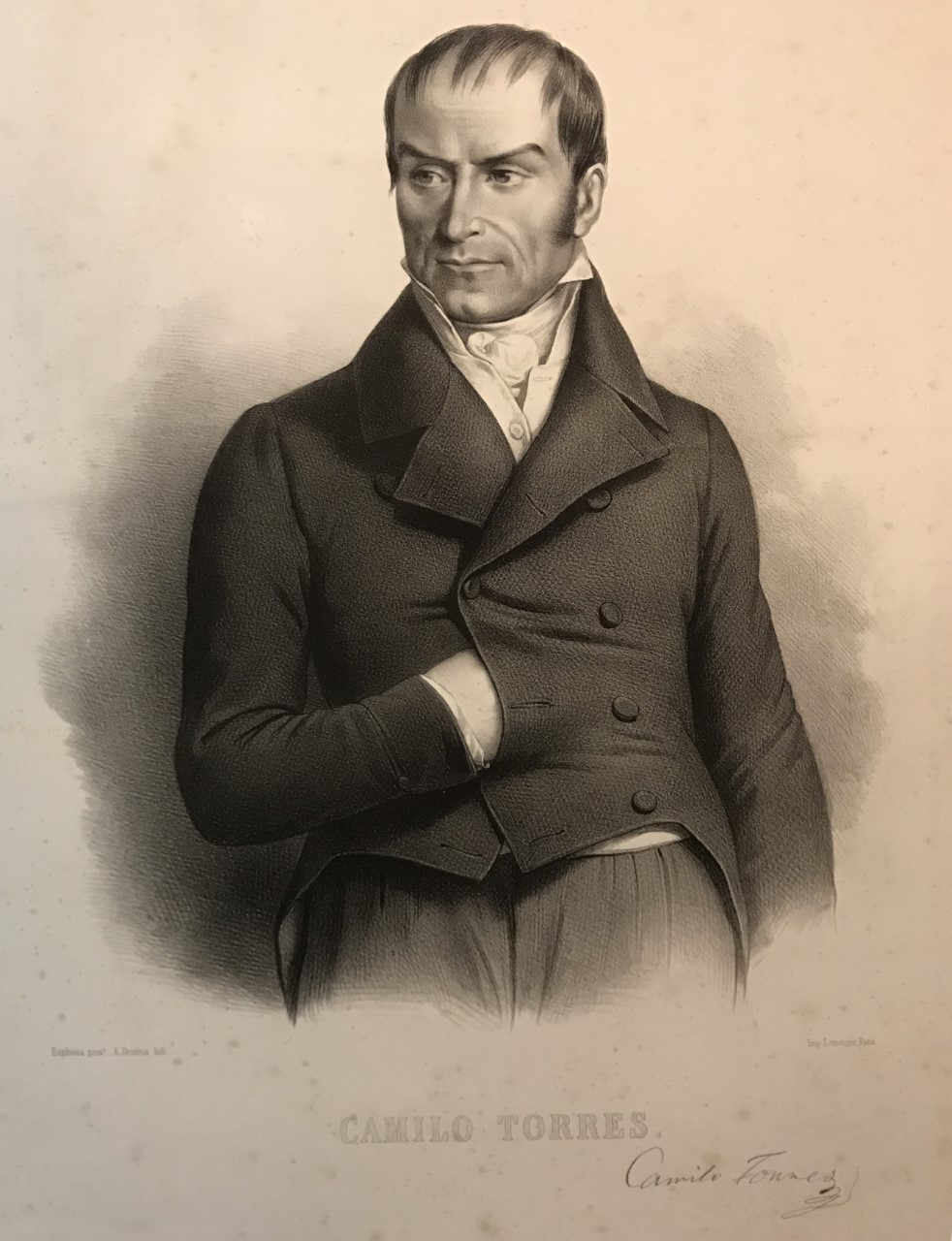
Camilo Torres y Tenorio.

El "Congreso de las Provincias Unidas", mientras tanto, comenzó a reunirse nuevamente. A pesar de la oposición de Cundinamarca, el Congreso finalmente logró un acuerdo y entregó el Acta de Federación de las Provincias Unidas de Nueva Granada el 27 de noviembre de 1811, que fue redactada por Camilo Torres y firmada por los diputados de cinco provincias.

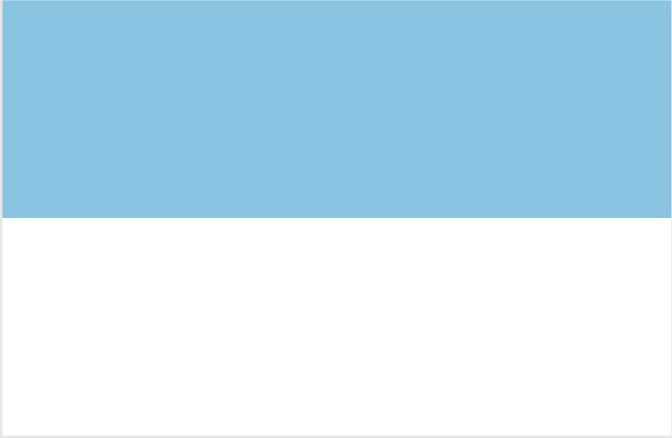
Actual bandera del departamento del Valle del Cauca, basada en la que fue adoptada por la Ciudades Confederadas del Valle del Cauca en junio 26 de 1811, que usa los colores de Nuestra Señora de la Inmaculada Concepción.

La Ley estableció una confederación de estados soberanos iguales e independientes denominada Provincias Unidas de Nueva Granada. Cada estado tendría un gobierno representativo elegido por su propio pueblo y ejercería los poderes legislativo y ejecutivo con toda la responsabilidad sobre la administración interna.
La ley también otorgó cierto poder al Congreso General, que tenía como función los asuntos de defensa común, asuntos internacionales y guerra y paz. Se creó un cargo de presidente extremadamente débil, que estaría subordinado al congreso. El establecimiento del poder judicial se retrasó hasta que desapareció el riesgo de guerra. El acto, sin embargo, no logró integrar a la Nueva Granada como una entidad completa, particularmente debido a la enérgica oposición de Cundinamarca, y solo hizo aún más fuertes las diferencias entre las ideas centralistas y federalistas.
Nariño y sus seguidores se convirtieron en ardientes opositores al federalismo y al Congreso, y estaban convencidos de que el poder económico y político de Cundinamarca le permitiría dominar y unificar la Nueva Granada. Nariño convocó una asamblea para revisar la constitución del estado y hacerlo aún más centralista, y luego decidió anexar las provincias aledañas de Tunja, Socorro, Pamplona, Mariquita y Neiva; pero fracasó mayoritariamente en ambas empresas. Sin embargo, los miembros del Congreso tuvieron que salir de Bogotá como consecuencia del hostigamiento, para luego trasladarse a Villa de Leyva y finalmente a Tunja. Cartagena se había convertido para entonces en el principal rival de las ideas centralistas.
La animosidad entre las facciones centralistas de Nariño y las facciones federalistas en el Congreso, encabezadas por Torres, pronto se extendió a las respectivas regiones. El Estado Libre e Independiente de Cundinamarca y las Provincias Unidas de la Nueva Granada (el Congreso ahora ubicado en la provincia de Tunja) están en constante conflicto, y pronto se vio envuelto en la Guerra Civil. Nariño ordenó al general Antonio Baraya derrotar a los líderes federalistas en Tunja, pero Baraya decidió cambiar de bando y apoyar a las fuerzas federalistas, y muchos líderes importantes como Santander y Caldas se unieron a él. Baraya y los rebeldes con él firmaron un acta que declaraba a Nariño usurpador y tirano, y prometió lealtad al Congreso. Nariño aprovechó la oportunidad para solicitar poderes extraordinarios a la legislatura de Cundinamarca, lo que le permitió ser designado dictador. El 26 de noviembre de 1812, Nariño partió con su ejército para conquistar Tunja. El 2 de diciembre de 1812, su ejército se enfrentó a un ejército federalista comandado por Antonio Ricaurte y Atanasio Girardot en la batalla de Ventaquemada, y fue derrotado a fondo, debiendo retirarse a Bogotá. Sin embargo, las tropas federalistas solo comenzaron a perseguir más de una semana después, lo que les dio a las tropas de Nariño suficientes oportunidades para planificar una defensa.
Santafé fue sitiada por las tropas de Baraya el 24 de diciembre. El 9 de enero de 1813, en la batalla de San Victorino, las tropas de Nariño resultaron superiores y los ejércitos federalistas fueron completamente derrotados.
La primera guerra civil, por tanto, cayó en una especie de estancamiento, que mientras tanto permitió a Cundinamarca organizar una expedición contra las regiones realistas de Popayán, Pasto, y Quito en julio de 1813. Nariño reunió su Ejército del Sur, de 1500 a 2000 hombres, y logró capturar Popayán en enero de 1814, pero luego fue derrotado por las fuerzas realistas en Pasto, tras lo cual fue detenido en mayo de 1814 y enviado a la Real Cárcel de Cádiz. El fracaso de la campaña y la toma de Nariño dejaron a una Cundinamarca debilitada, por lo que las Provincias Unidas aprovecharon para enviar un ejército en su contra, encabezada por Simón Bolívar, que había huido de Venezuela por segunda vez después de la caída de la Segunda República de Venezuela. Bolívar y su ejército junto al de las provincias unidas con Francisco de Paula Santander forzaron la sumisión de Cundinamarca al gobierno de las Provincias Unidas en diciembre de 1814. Mientras tanto, Cartagena había estado en guerra contra la entonces ciudad realista de Santa Marta, y estaba sumida en el caos tras su derrota.

### Provincias Unidas

Bandera de las Provincias Unidas de la Nueva Granada en 1811.

El 27 de noviembre de 1811 quedó oficialmente establecida la primera pequeña república: Provincias Unidas de la Nueva Granada.
El 23 de diciembre eligieron su primer presidente temporal, Don Pedro Groot, y el siguiente día a Antonio Nariño como presidente interino. En la reunión del 4 de octubre de 1812, la Provincias Unidas eligen a Camilo Torres presidente, cargo que ejerció hasta el 5 de octubre de 1814, y se declararon federalistas (en favor de una unión de estados soberanos) en oposición a los deseos de Antonio Nariño, y sus ideas centralistas que estaban ganando terreno con alguna dificultad en Santafé.
En particular los federalistas deseaban conformar una constitución sin influencia clerical, mientras que los centralistas se apoyaban en la Iglesia no solo para preservar la fe sino, además, como medio político. Es de anotar que la mínima área geográfica capaz de enviar electores a los congresos era la parroquia, término clerical utilizado para referirse a la mayoría de las poblaciones y municipios. En las áreas urbanas más grandes podían haber varias parroquias.
Este desacuerdo los llevó a una guerra civil, que se llevó a cabo entre 1812 y 1813.

#### Guerra civil entre el Estado Libre de Cundinamarca y los Federalistas
En el primer gran enfrentamiento de la guerra civil, las fuerzas federalistas comandadas por Antonio Baraya son derrotadas en las calles de Bogotá a principios de 1813.

### Fin de la Primera República
Antonio Nariño fortalecido por la victoria, organizó un ejército que emprendiera la lucha en el sur del país contra los realistas, siendo derrotado en 1814 en Pasto y puesto prisionero. Ese mismo año el Congreso de las Provincias Unidas ordenó a Simón Bolívar invadir Santafé en diciembre de 1814. Al triunfar en la acción, aseguró el sometimiento de Cundinamarca a la Unión, pero ya cuando se preparaba la arremetida realista.

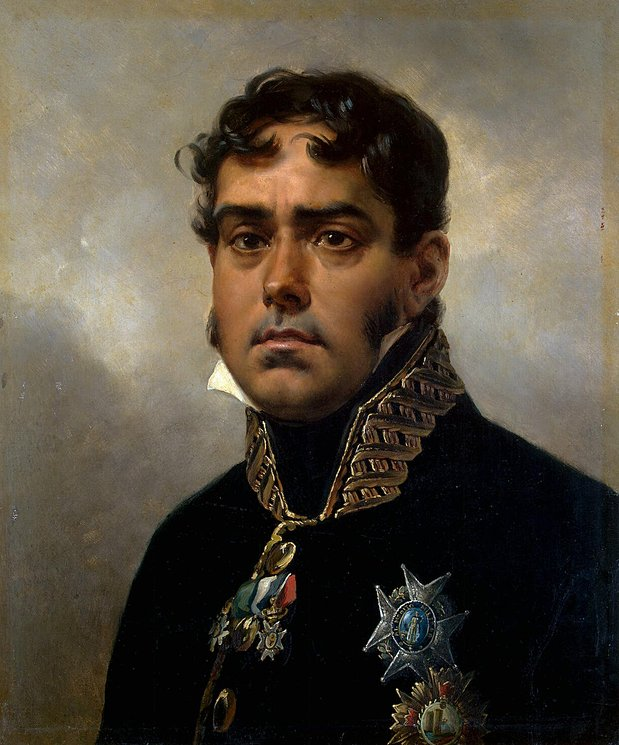
Retrato de Pablo Morillo.

Una vez Fernando VII se recuperó del ataque de las fuerzas napoleónicas, las fuerzas realistas lideradas por Pablo Morillo vencieron a las fuerzas independentistas y ejecutaron en agosto, septiembre y octubre de 1816 a la mayoría de los líderes constitucionales, incluyendo a Camilo Torres, y restablecieron la Real Audiencia en Santafé en marzo de 1817. Nariño continuó preso en España.

## Legado
En la época hispánica en Colombia, la Iglesia fue la institución más poderosa después de la Corona. Era la autoridad decisiva en materia de moralidad pública y privada. Durante la independencia, e inmediatamente después de ella, la Iglesia fue perdiendo su influencia, pero seguía siendo parte decisiva en la toma de decisiones.
Si bien la reconquista fue aplastante debido una infalible arremetida española, esto se sumó al hecho de que muchos en las provincias recientemente independientes nunca habían rechazado la legitimidad de Fernando VII como rey soberano, y que a pesar del movimiento independentista, la vida política y cultural en las provincias se mantuvo prácticamente sin cambios y todavía bajo la poderosa influencia de España. Además, la Iglesia católica se había opuesto en su mayoría a la independencia. A mediados de 1815, una gran fuerza expedicionaria española al mando de Pablo Morillo llegó  a la Nueva Granada. 
El papel de las Provincias Unidas en la gesta libertadora conduciría a los ejércitos de las provincias en cabeza de Francisco de Paula Santander a aliarse con el ejército de Simón Bolívar y así asestar el golpe final a la Corona española en América del Sur. No se puede decir que estas discrepancias fueron en vano, ni tampoco comparar el conflicto que tuvieron los libres entre sí con las verdaderas batallas que tuvieron algunas veces incluso en compañía contra los realistas.

## Primera República en la cultura popular

### Televisión
Profesor Super O, Episodio "¿Por qué llamaron a Colombia la Patria Boba?": En este capítulo se resalta el prejuicio que aún hoy prevalece respecto de este episodio histórico, trivializando el conflicto y simplificándolo. Se da a entender que se trató de un conflicto fútil cuando en realidad la inconsistencia territorial era apenas normal y, aunque se puede hablar de hostilidades, estas no fueron tan decisivas como se sugiere en este episodio. También se escenifica el Congreso de las Provincias Unidas con una mirada anacrónica y presentista. 
El siguiente programa, Episodio "Cursillo de historia Chibchombiana".
Zona Franca (canalRedmas) La patria Boba: ¿Por qué no fue nada boba la primera República?
En la novela La Pola producida por el canal colombiano RCN se explica a mayor detalle como inició esta guerra, su desarrollo y el momento de su finalización. Apreciación que se ve luego del grito de independencia, aproximadamente desde el capítulo 43 en adelante.

### Teatro
El Águila Descalza Obra "La Patria Boba"  Parodia de la historia de Colombia con modismos antioqueños.